# Ativismo

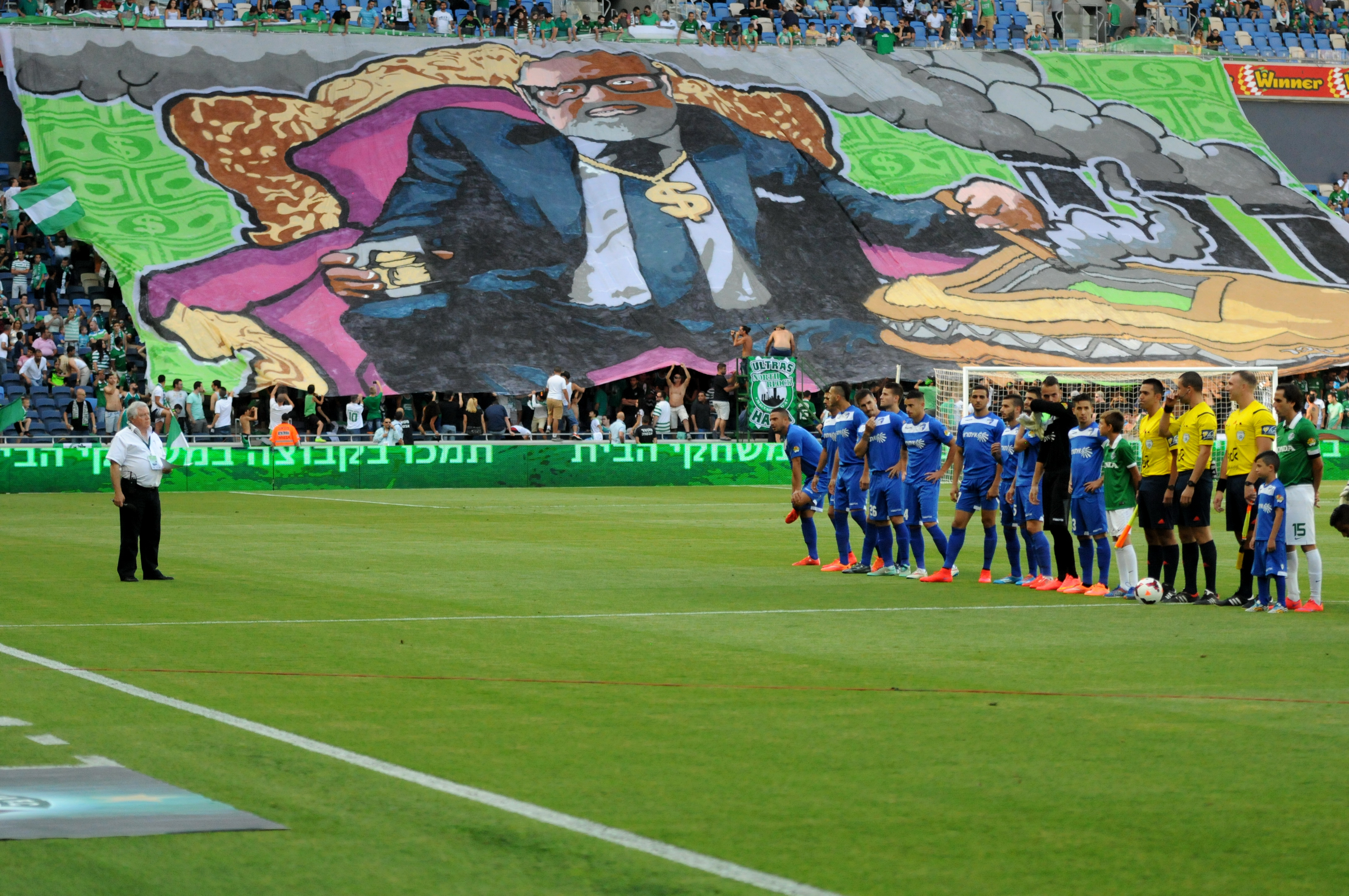
Protesto do Greenpeace contra a poluição durante um jogo de futebol: um exemplo de ativismo

Ativismo (AO45: activismo) significa defender algo. No sentido filosófico, pode ser descrito como qualquer doutrina ou argumentação que privilegie a prática efetiva de transformação da realidade em detrimento da atividade exclusivamente especulativa.

## O ativismo político
A imprensa por vezes usa o termo ativismo como sinônimo de manifestação ou protesto. Nas ciências políticas, também pode ser sinônimo de militância, particularmente por uma causa.
Usualmente, ativismo pode ser entendido como militância ou ação continuada com vistas a uma mudança social ou política, privilegiando a ação direta, através de meios pacíficos ou violentos, que incluem tanto a defesa, propagação e manifestação pública de ideias até a afronta aberta à Lei, chegando inclusive à prática de terrorismo.
Os termos "ativismo" e "ativista" foram usados pela primeira vez, com conotações políticas, pela imprensa belga, em 1916, referindo-se ao Movimento Flamingant.
Dentro do enquadramento legal e eleitoral das democracias representativas, toma, habitualmente, a forma de atividade político-social - remessa de cartas, organização ou participação em reuniões, emissão de textos, entrevistas à imprensa e a dirigentes políticos em prol da postura de preferência; promover ou simplesmente seguir certos comportamentos que estão delineados ou que se estima que contribuam para a causa — tal como o boicote de certos produtos de consumo (ou a recomendação de outros), nas compras individuais ou de grupo; ou ainda a realização de manifestações públicas organizadas, tais como marchas, recrutamento de simpatizantes, coletas de assinaturas em apoio a manifestos favoráveis à causa ou contra algo que prejudique a causa.
O ativismo pode também assumir a forma de protesto passivo, de greve, de desobediência civil ou de franca militância ativa, como é o caso da invasão de terrenos ou propriedades, motins e, em caso extremo, o terrorismo e a guerra civil.

## Indústria do ativismo
Alguns grupos e organizações participam do ativismo a tal ponto que podem ser considerados uma indústria. Nesses casos, o ativismo geralmente é feito em tempo integral, como parte do core business de uma organização. Muitas organizações na indústria do ativismo são organizações sem fins lucrativos ou organizações não governamentais com metas e objetivos específicos em mente. A maioria das organizações ativistas não fabrica bens, mas mobiliza pessoal para recrutar fundos e obter cobertura da mídia.
O termo indústria do ativismo tem sido frequentemente usado para se referir a operações terceirizadas de arrecadação de fundos. No entanto, as organizações ativistas também se envolvem em outras atividades. O lobby, ou a influência das decisões tomadas pelo governo, é outra tática ativista. Muitos grupos, incluindo escritórios de advocacia, designaram funcionários designados especificamente para fins de lobby.